# Szlak Historii Górnictwa Górnośląskiego

Szlak Historii Górnictwa Górnośląskiego – żółty znakowany szlak turystyczny w województwie śląskim.

## Informacje ogólne
Szlak zaprojektował Henryk Stasiński. Atrakcją turystyczną szlaku są liczne na terenie Górnego Śląska zabytki techniki związane z górnictwem i hutnictwem.

## Przebieg szlaku
- Łubianki
- Siemonia
- Rogoźnik
- Bobrowniki
- Brzeziny Śląskie
- Siemianowice Śląskie
- Katowice
- Mikołów
- Łaziska Górne
- Orzesze
- Bełk
- Czerwionka-Leszczyny
- Rybnik